# Amenardis I
Hatnefrumut Amonirdisi, più nota come Amenardis I (... – 720 a.C. circa), è stata una Divina Sposa di Amon a Tebe ai tempi della XXV dinastia egizia.
Sorella di Piankhi, venne fatta adottare da Shepenupet I, Divina Sposa in carica, allo scopo di garantire ai sovrani nubiani il controllo dell'importante carica.

A partire dalla metà dell'VIII secolo a.C. la regione di Tebe, che per quasi due secoli era stata governata di fatto dal Primo Profeta di Amon era passata sotto il controllo appunto della Divina Sposa di Amon.

L'affermarsi del potere teocratico nella tebaide risaliva all'inizio del Terzo periodo intermedio quando Herihor rese ereditario di titolo di Primo Profeta fondando, di fatto, una dinastia, parallela alla XXI, che durò fino all'avvento dei sovrani libici della XXII dinastia che riportarono sotto il loro controllo la regione attraverso l'attribuzione del titolo di Primo Profeta a membri della famiglia reale.

Furono i discendenti di Herihor, cacciati dopo un tentativo di rivolta, che, rifugiatisi in Nubia, dettero origine al regno, caratterizzato da un forte tradizionalismo egizio, di Napata, regno da cui sarebbe poi sorta la XXV dinastia.
| t | G14 | F35 | F35 | F35 | N28 |

| t | G14 | F35 | F35 | F35 | N28 |

| t | G14 | F35 | F35 | F35 | N28 |

| t | G14 | F35 | F35 | F35 | N28 |

 h՚t nfrw mwt  - Hatneferumut
| i | mn · n | D4 | X8 | s |

| i | mn · n | D4 | X8 | s |

| i | mn · n | D4 | X8 | s |

| i | mn · n | D4 | X8 | s |

 imn iir di si - Amonirdisi
Il nome di Amenardis ricorre in numerosi graffiti nelle Uadi Hammamat e nello Uadi Gasus. Gli scavi archeologici ci hanno restituito anche numerose statue riproducenti le fattezze della sacerdotessa.

La cappella mortuaria di Amenardis è situata nel complesso templare di Medinet Habu.